# タカミメロン
タカミメロン・貴味メロンは、青肉種のネットメロン。

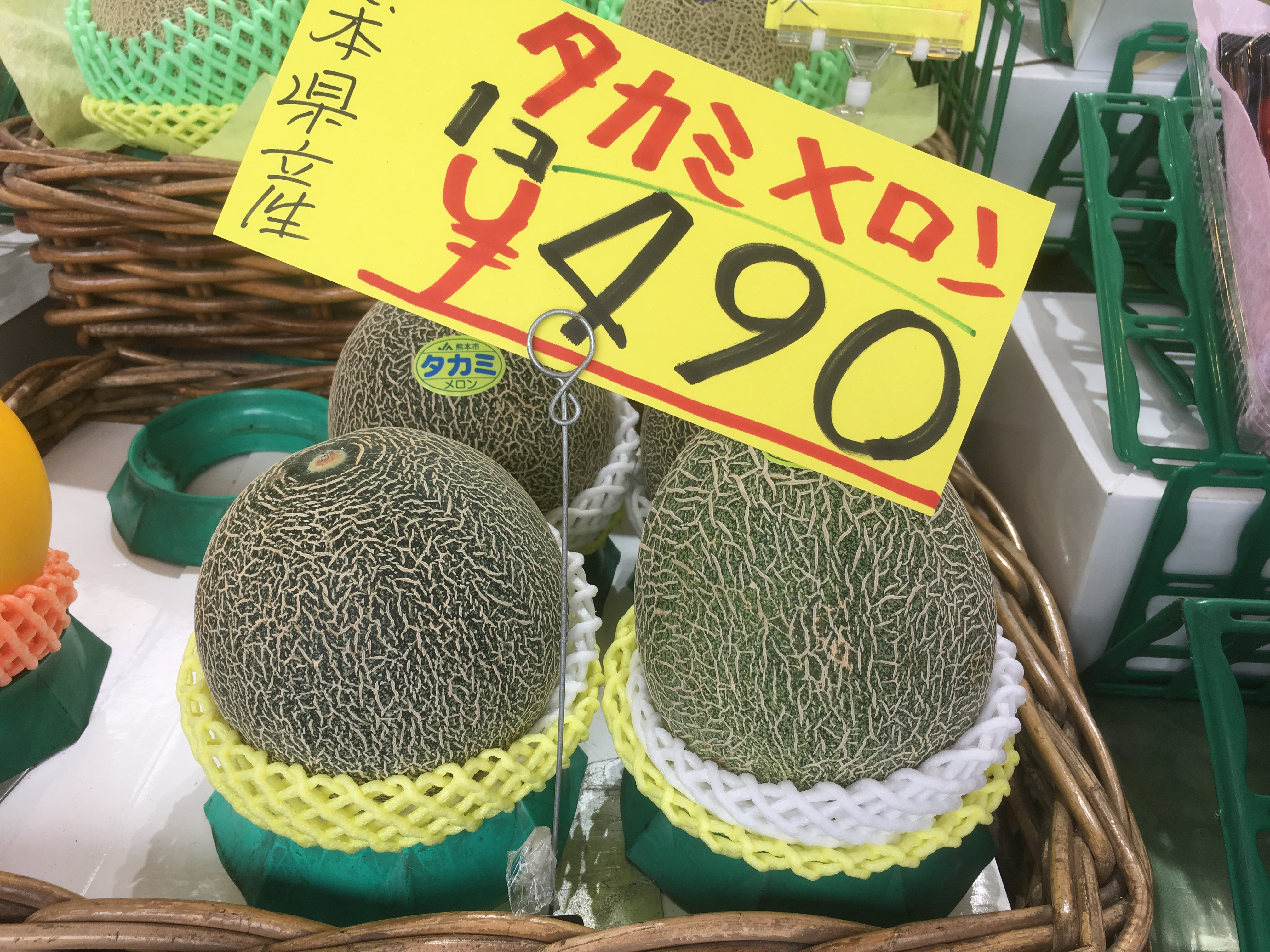
タカミメロン

## 概要
財団法人日本園芸生産研究所(園研、現在は公益財団法人園芸植物育種研究所)で1990年(平成2年)に発表された緑肉ネット系ハウスメロン。

## 特徴
果皮は、深緑色。果肉は、緑色。香りが強く、糖度も高いメロンである。
(アムス×デリシイ)×（台湾導入試作用Ｆ₁固定系)の掛け合わせで、片親には過去に園研で育成された有名品種が使われている。
もう片方の親は台湾で改良されたハネデューメロンの一代交配種を素材に使用している。ハネデュー由来の貯蔵性の高さを受け継ぎ、日持ちと食べごろが長続きする(収穫後5日以降7日以上）。ただ一つ、ネットがほかの品種より貧弱で見栄えが悪いのが欠点。

## 生産
東北より九州地方まで幅広く生産される。
- 千葉県
  - 旭市 - 飯岡貴味メロン
  - 銚子市 - 銚子メロン（銚子タカミメロン）
- 青森県
- 秋田県
- 愛知県
- 香川県

など